# Uwe Jacob

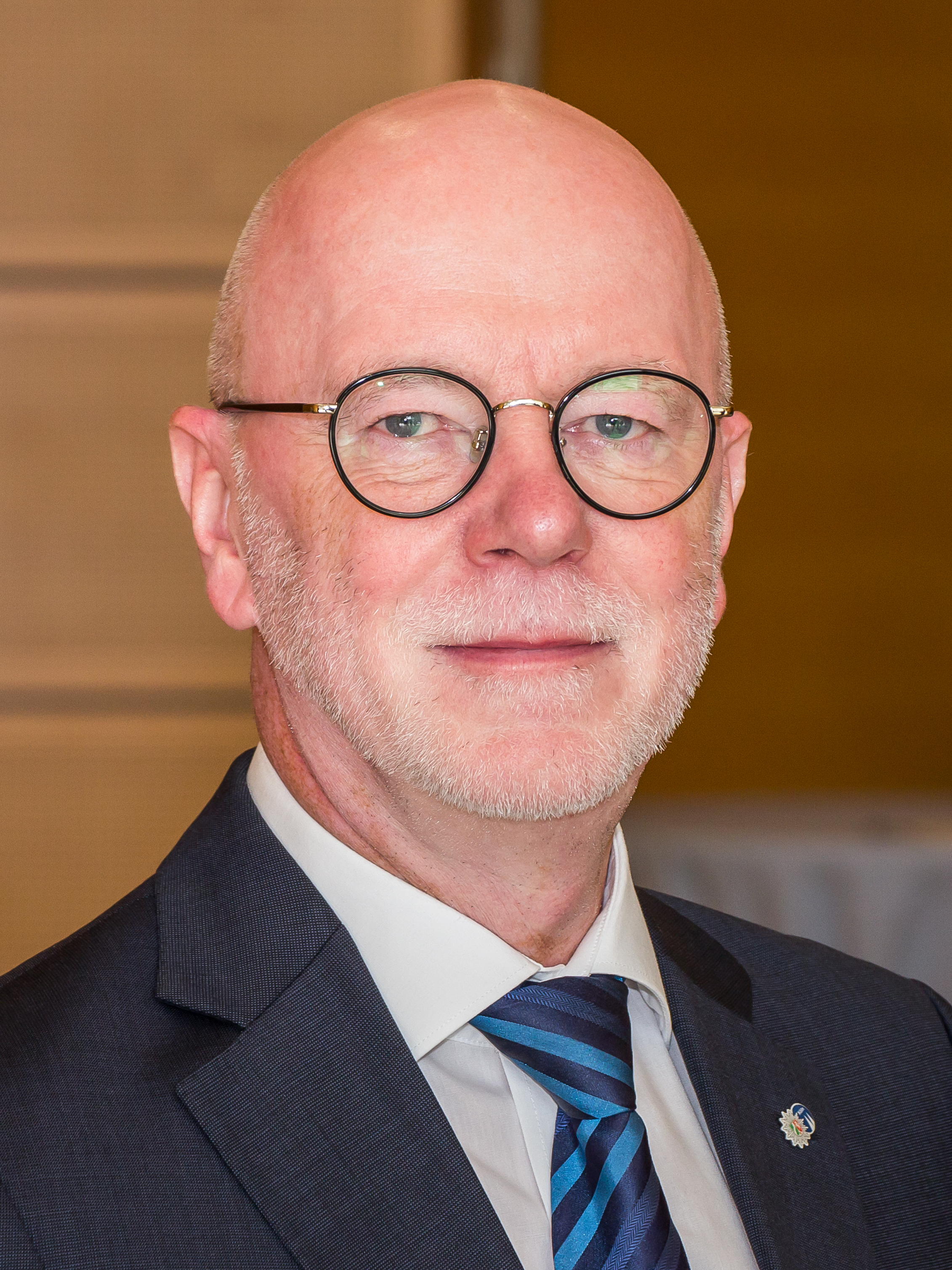
Uwe Jacob, 2017

Uwe Jacob (* 1956 in Duisburg) ist ein deutscher Polizist und war vom 12. Juli 2017 bis zu seinem Eintritt in den Ruhestand Ende Januar 2022 der Polizeipräsident in Köln. 

## Polizeiliche Laufbahn
Uwe Jacob begann seine polizeiliche Laufbahn am 1. April 1974. Seine Ausbildung zum höheren Polizeivollzugsdienst an der Polizeiführungsakademie in Münster-Hiltrup schloss er 1991 ab. Von 1991 bis 2001 durchlief Uwe Jacob verschiedene Führungsfunktionen in den Kreispolizeibehörden Essen und Wesel.
2001 wechselte Uwe Jacob zur Bezirksregierung Düsseldorf, wo er zunächst als Dezernent für Kriminalitätsangelegenheiten und Polizeilichen Staatsschutz und anschließend als Hauptdezernent für Polizeiangelegenheiten tätig war.
Von 2007 bis 2010 wechselte er dann zum ersten Mal  ins Landeskriminalamt Nordrhein-Westfalen – unter anderem als Leiter der damaligen Abteilung für Ermittlungsunterstützung. Von 2010 bis 2013 versah Uwe Jacob Dienst im Ministerium für Inneres und Kommunales des Landes Nordrhein-Westfalen als Referatsleiter für Kriminalitätsangelegenheiten und als Vertreter des Landeskriminaldirektors. Vom 1. Dezember 2013 bis zum 11. Juli 2017 war Uwe Jacob der Direktor des Landeskriminalamtes Nordrhein-Westfalen.
Am 11. Juli 2017 wurde er als Nachfolger von Jürgen Mathies als Polizeipräsident in Köln vorgeschlagen; den Dienst als Polizeipräsident trat Uwe Jacob am 12. Juli 2017 an. Ende Januar 2022 trat er in den Ruhestand.
Jacob ist verheiratet und hat vier Kinder. Seit 1992 wohnt er in Moers.